# Commanderie de Soigny
La commanderie de Soigny était une ancienne commanderie templière dont le chef-lieu fut le hameau de  Soigny, dans le département de la Marne. À la suite du procès de l'ordre du Temple au début du XIVe siècle, cette commanderie fut supprimée par les Hospitaliers pour ne devenir qu'un simple membre qui va dépendre de plusieurs commanderies au fil des siècles.

## Description géographique
Soigny est un hameau aujourd'hui rattaché à la commune du Gault-Soigny et qui se situe à l'est de la commune. On y trouve la rue des Templiers qui traverse le hameau avec sa chapelle. Il y a aussi une rue Saint-Pierre, sans doute le nom de ce lieu de culte.

## Histoire
Au moment de sa fondation en 1194, Hugues de Praieres leur avait fait don de sa maison et de ses terres à Soigny. On se trouvait dans les terres du comté de Champagne puisque c'est Marie, comtesse de Troyes qui confirme cette donation la même année.

### L'ordre du Temple

#### Commandeurs templiers
| Commandeur | Période  |
| ---------- | -------- |
| Dreu       | 1303 ,., |

#### Acquisitions
Voici, par ordre chronologique, une liste non exhaustive des  événements qui ont marqué l'histoire de cette commanderie et qui ont contribué à son expansion à l'époque des templiers:

### L'ordre de Saint-Jean de Jérusalem
Selon l'ouvrage d'Eugène Mannier, la commanderie de Soigny fut supprimé en 1312 pour être réunie à la commanderie de Rigny,, éloignée de près de soixante kilomètres alors que la maison du Temple de Tréfols qui se trouvait pourtant à moins de huit kilomètres au sud-ouest devint une commanderie. Rigny fut rattaché à la commanderie de Chevru en 1470 puis Tréfols le fut également vers le milieu du XVIIe siècle, le tout faisant partie du grand prieuré de France et non du grand prieuré de Champagne. D'autres ouvrages indiquent un rattachement de Soigny à la commanderie de Laigneville tout au moins au XVIIe siècle.

## Sources